# Abobo

Abobo dans la ville d'Abidjan.

Abobo est un ancien village de la sous-préfecture de Bingerville, et l'une des treize communes du district d'Abidjan, en Côte d'Ivoire. Elle est située à Abidjan nord.
Abobo est la deuxième commune la plus peuplée du district d'Abidjan, avec une population de 1 340 083 habitants, selon le dernier Recensement Général de la Population et de l'Habitat (RGPH) de 2021. Sa superficie de 9 000 ha (90 km2), soit une densité de 14 889 habitants par km2. Ce qui en fait la commune la plus densément peuplée du district d'Abidjan.
La grande majorité de la population appartient à la classe à revenu modeste, exerçant principalement dans le commerce et d'autres activités dites informelles. Cependant, la commune connaît une renaissance fulgurante, ces dernières années, à l'image des autres communes du district d'Abidjan, à travers la construction de plusieurs infrastructures publiques dont des routes, des échangeurs pour faciliter la circulation des biens et des personnes de cette commune.
Un autre projet majeur est la construction du plus grand CHU (Centre Hospitalier Universitaire) du pays, et l'un des plus importants de la sous-région, dont la première pierre a été posée, le 30 juillet 2022, par le Premier ministre Patrick Achi.
Elle abrite, notamment, la gare ferroviaire du Banco, sur la ligne de chemin de fer Abidjan–Niger, reliant la Côte d'Ivoire au Burkina Faso, ainsi qu'une gare routière.

## Politique et administration
Abobo devient une commune de plein exercice en 1980, au regard du décret du 17 octobre 1980 relative à l'organisation des municipalités. Elle est dirigée par les trois organes suivantes : le conseil municipal, le maire et la municipalité. Elles sont responsables de la gestion administrative de la commune, sous la supervision et l'assistance du ministère de l'intérieur, selon le décret du 27 janvier 1982. À l'instar des autres communes du district d'Abidjan, la commune est autonome. Elle ne perçoit aucune subvention de l'État. Le budget de la commune provient des patentes et les taxes municipales.
L'actuelle mairesse de la commune est Kandia Camara.
| Période | Période  | Identité        | Étiquette | Qualité |
| ------- | -------- | --------------- | --------- | ------- |
| 1982    | 1985     | Gérard Koutouan |           |         |
| 1985    | 1990     | Gérard Aké Loba |           |         |
| 1990    | 1995     | Adama Sanogo    |           |         |
| 1995    | 2000     | Koné Gogé       |           |         |
| 2001    | 2018     | Adama Toungara  | RDR       |         |
| 2018    | 2021     | Hamed Bakayoko  |           |         |
| 2021    | En cours | Kandia Camara   |           |         |

## Géographie
Abobo est une commune située dans le secteur nord du district d'Abidjan. Elle est limitée par la ville d'Anyama au Nord, par Williamsville, la commune d'Adjamé et le quartier Deux-Plateaux de Cocody au Sud, à l'est par le quartier Angré-Cocody et à l'ouest par la forêt du Banco.
Située à une altitude de 125 mètres, la commune constitue la zone la plus élevée de l'agglomération d'Abidjan. En effet, le territoire communal est un vaste plateau bordé par des talwegs qui couvrent près de 2 460 hectares, représentant 23 % de la superficie communale. À partir des deux principaux talwegs que sont le talweg de Sagbé Sud et celui de la Djibi, les eaux de ruissellement de la commune sont entraînées respectivement vers les rivières de la Djibi et du Banco.

### Quartiers
La commune d'Abobo est constituée de 28 quartiers et villages.

#### Abobo Baoulé
Abobo Baoulé est un village résidentiel à l'est de la commune d'Abobo. Ce village a une population de 4 000 habitants.

#### Abobo-Gare
Abobo-Gare est le centre historique de la commune d'Abobo. Ce quartier abrite le grand marché, la mairie et une partie importante des services municipaux et étatiques de la commune.

#### Abobo-Sagbé
Abobo-Sagbé, communément appelé « Abobo Derrière Rails », se situe au sud-ouest de la commune d'Abobo. C'est un quartier précaire avec un manque d'infrastructures publiques. Ce quartier a un taux de criminalité supérieur à la moyenne de la commune. Cependant, les habitants du quartier font des efforts pour améliorer la réputation de leur quartier à travers des campagnes de sensibilisation

#### Abobo-Avocatier
Abobo-Avocatier est situé au nord de la commune d'Abobo.

## Histoire
À l'époque, se trouvaient sur le territoire de la commune des petits villages Ébriés : Abobo-Té, Abobo Baoulé et Anonkoi Kouté. Abobo était au départ la terre cultivable des différents chefs de famille de ces villages. Le nom de la commune vient du mot a bor bor qui veut dire « c'est beaucoup ? » en Ébrié.
La commune s'est développée spontanément autour de la gare qui est une des premières stations de trains sur la ligne Abidjan-Niger. Aujourd'hui, Abobo est une commune dortoir qui abrite une population cosmopolite très active dans le commerce et le service, notamment, dans le secteur informel. Elle joue depuis longtemps le rôle de refuge pour les migrants considérés comme des personnes à faibles revenus.

## Culture
La commune d'Abobo dispose d'un musée indépendant à but non lucratif, musée des cultures contemporaines Adama Toungara MUCAT, en hommage à l'ancien maire de la commune.
Il a été inauguré en mars 2020, avec une première exposition « Prête-moi ton rêve ». Le musée est bâti sur une superficie de 3 500 m2 dans le centre-ville de la commune. C'est le premier musée consacré à l'art contemporain en Côte d'Ivoire. Il a pour vocation première de reflecter la création africaine et internationale, mais aussi le miroir de la créativité d'artistes ivoiriens.

## Éducation
La commune d'Abobo abrite une unité d'enseignement supérieur, l'Université Nangui Abrogoua, qu'elle partage avec la commune d'Adjamé, située en face de Filtisac.
Elle dispose aussi du Groupe scolaire d'excellence Dominque Ouattara d'Abobo inaugurée, le 8 octobre 2020, par la fondation de children of Africa, présidée par l'actuelle première dame, Dominique Ouattara. L'école est entièrement gratuite pour tous les élèves.
La commune compte également plusieurs établissements secondaires et primaires, publics et privés, administrés par la Direction régionale de l'éducation Nationale d'Abidjan 4 dont :
- les lycées modernes 1 & 2 d'Abobo ;
- le lycée municipal d'Abobo ;
- le collège Saint-Joseph ;
- Lycée Saint-Ruth ;
- Collège Anador ;
- Groupe Adama Sanogo ;
- le collège Sainte-Foi ;
- Lycée moderne PK18 d'Abobo ;
- Collège les Cours sociaux d'Abobo ;
- Collège moderne Marie-Blanche ;
- Collège Saint-Étienne d'Abobo.

Par ailleurs, des ONG œuvrant activement dans l'éducation y existent. C'est le cas de l'ONG Asserar English Program qui œuvre dans la promotion de la langue anglaise, à travers des clubs d'anglais Asserar English Club.
La commune dispose également du premier village d'enfants SOS en Afrique inauguré en 1971. Ce village accueille plus de 100 enfants, orphelins ou abandonnés. Ces enfants sont herbergés et reçoivent une éducation maternelle et primaire.

## Sécurité
La commune dispose de six commissariats : le 13e, 14e, 15e, 21e, 32e et 34e arrondissements. Elle dispose également d'une gendarmerie et d'un camp commando pour assurer la sécurité de la population.

## Sports
La commune dispose d'un club de football, Stars Olympic Footbal Club d'Abobo, qui évolue en Championnat de Côte d'Ivoire de football, équivalent de la prémière division. Elle compte également un club de handball en 1re division.

## Personnalités liées à la commune
- Rachel Keke, (1974-), gouvernante et femme politique franco-ivoirienne y est née
- Didier Ya Konan, (1984-), footballeur
- Marc-André Zoro, (1983-), footballeur
- Arouna Koné, (1983-), footballeur
- Gervinho, (1987-), footballeur
- Lacina Traoré, (1990-), footballeur
- Sékou Sanogo, (1989-), footballeur
- Hamed Bakayoko (2018-2021), ancien maire de la commune
- Michel Gohou (1963-), commence la comédie au centre culturel d'Abobo
- Danté El Hadj Moustapha (1998-), footballeur Ivoirien
- Ousmane Diomandé, (2003-), footballeur Ivoirien
- Hamed Bakayoko, (1965-2021), journaliste et homme politique ivoirien

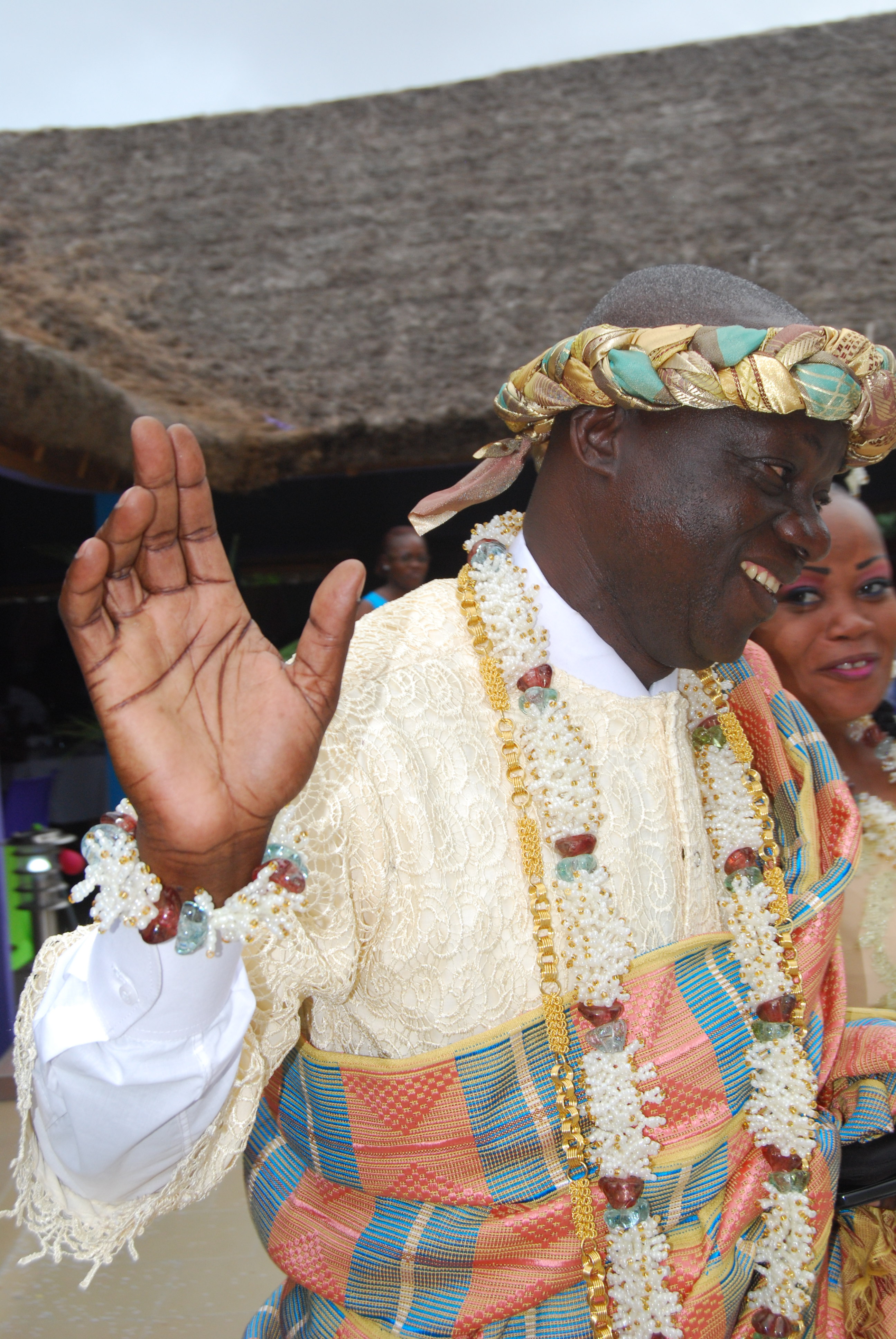
Nouveau marié en tenue traditionnelle.

## Religion
Plusieurs religions cohabitent dans la commune. Les principales installations religieuses sont :
- pour le culte musulman : la grande mosquée d'Abobo, dirigée par l'imam Traoré Zakaria[20], et plus d'une cinquantaine de mosquées ;
- pour le culte catholique : on dénombre plus de 17 paroisses ;
- de nombreux autres lieux de culte pour les Protestants, Harris ou Célestes.

## Économie
Les principaux secteurs d'activité de la commune sont les suivants :
- le secteur informel non agricole (81,82 %) constitué du commerce, du transport et de l'artisanat ;
- le secteur public et parapublic (9,09 %) ;
- le secteur privé formel non agricole (9,09 %)[21].

Métiers de la rue.
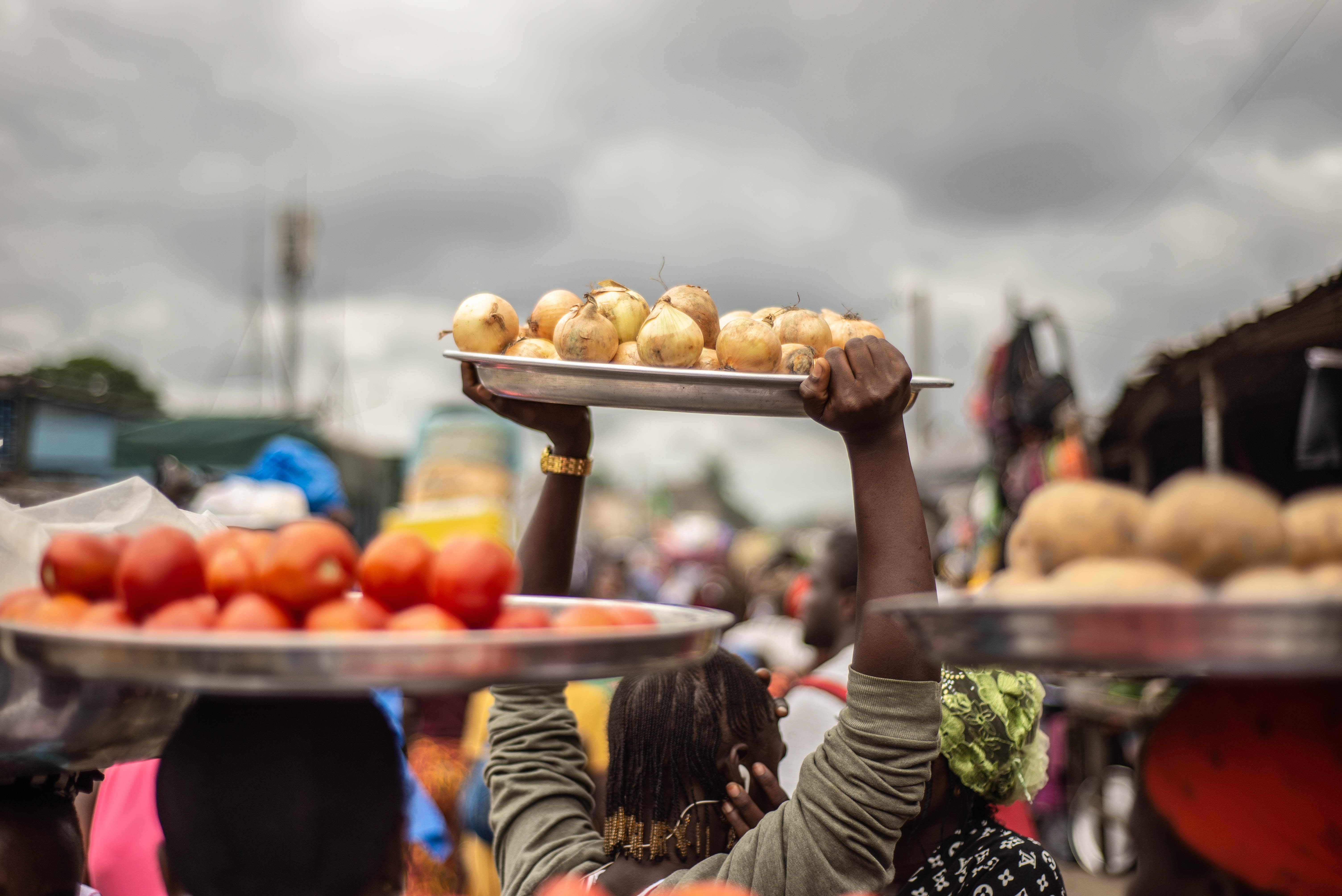
Vendeuses ambulantes.
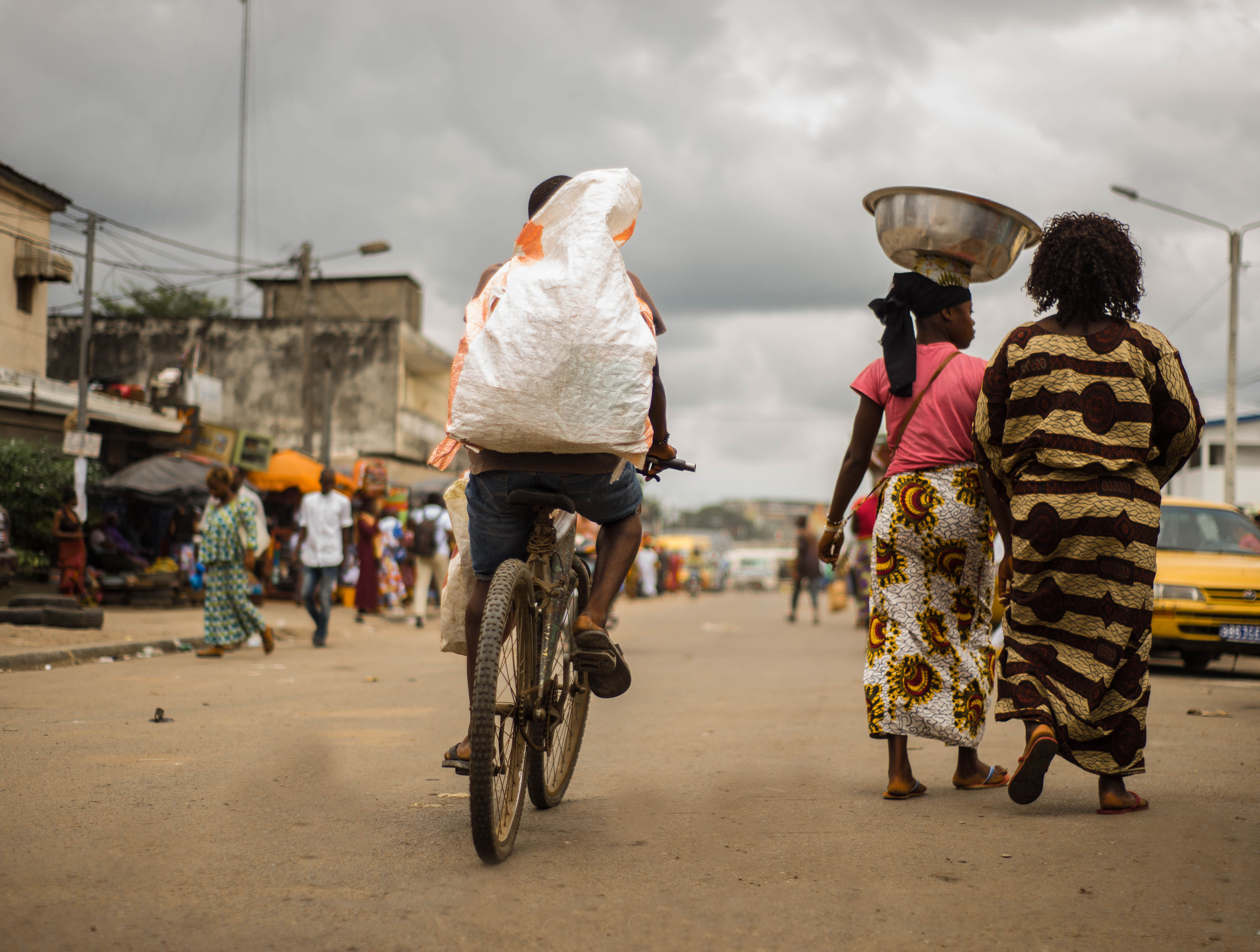
Transporteur de pain.
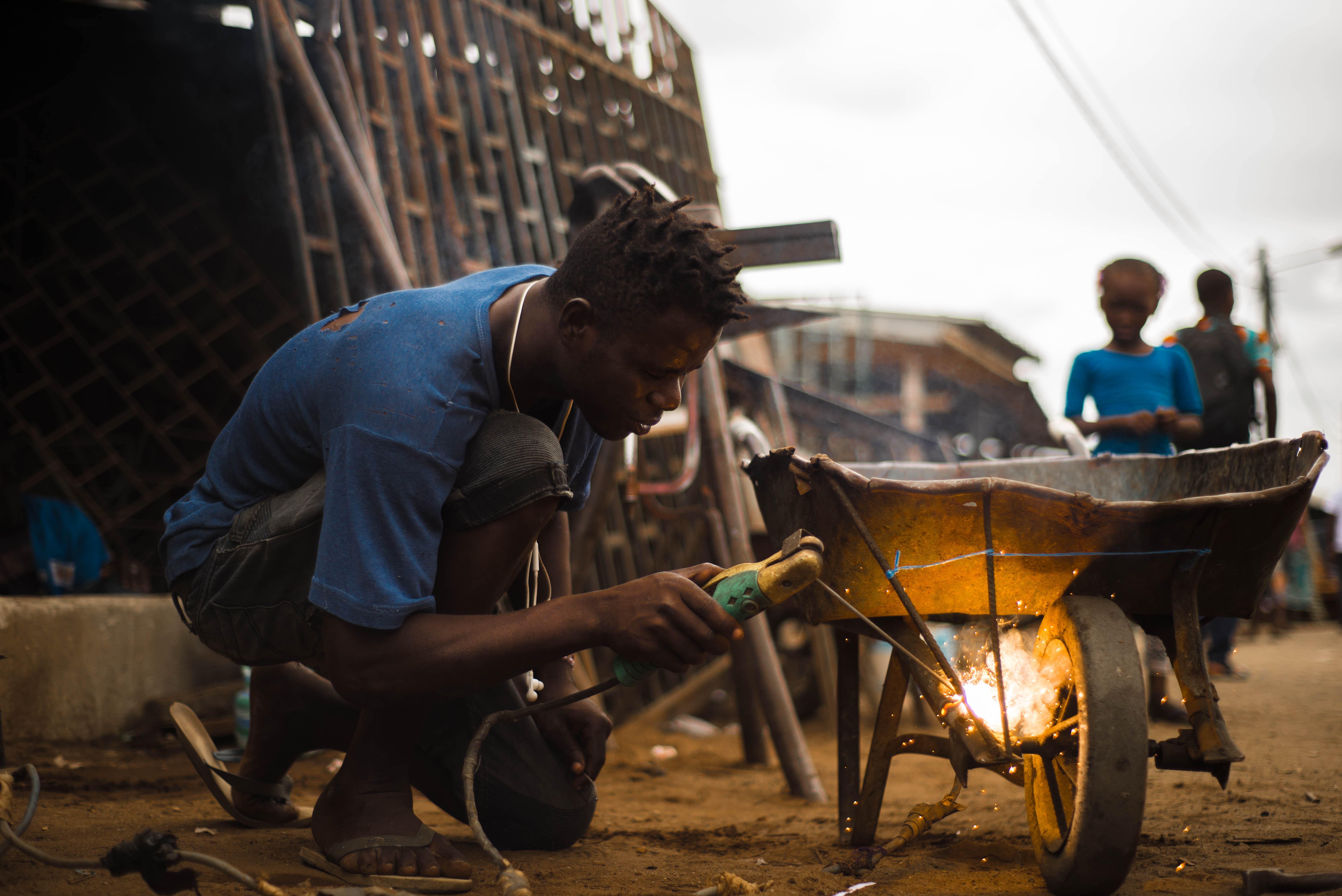
Ferronnier.
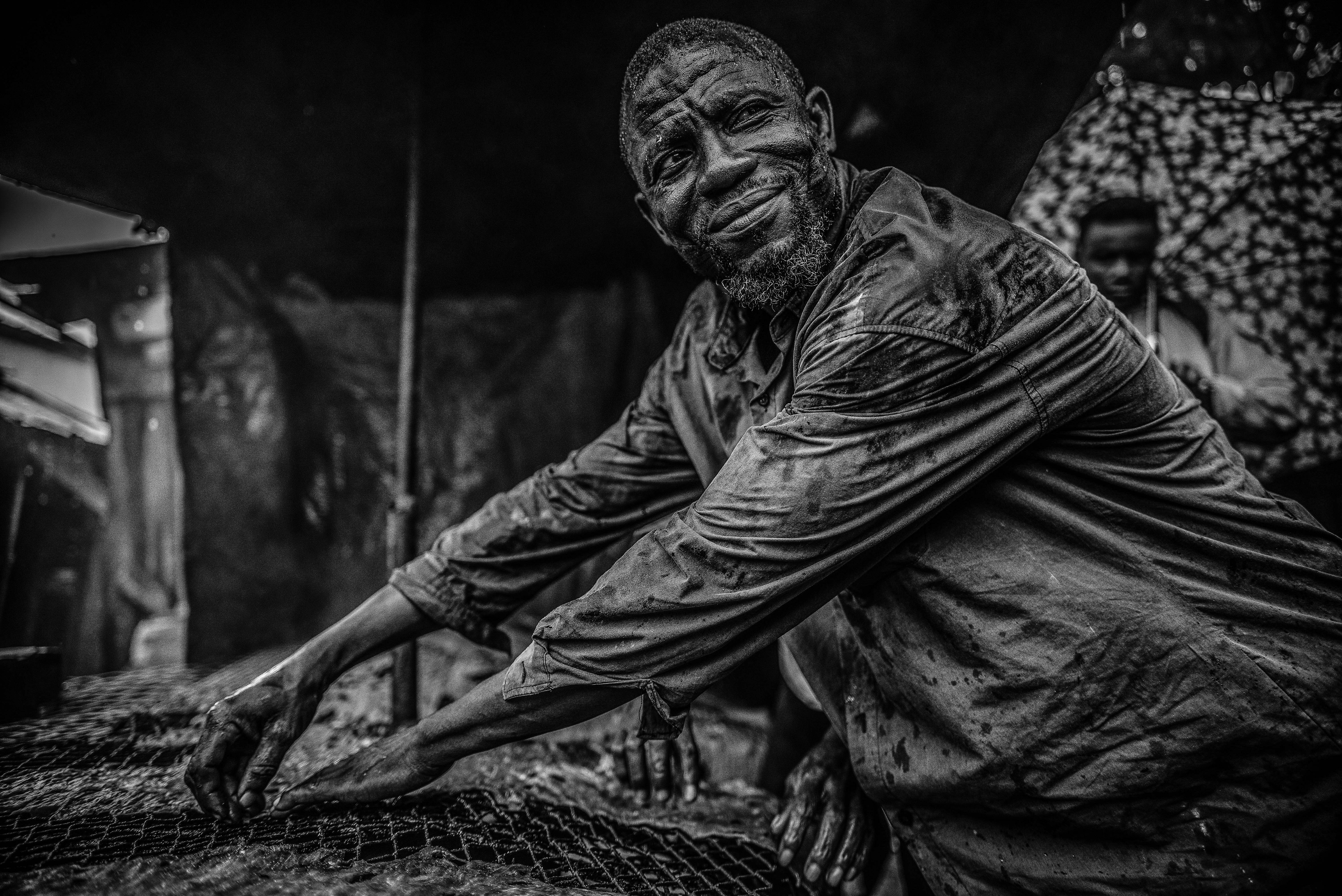
Braiseur de viande.
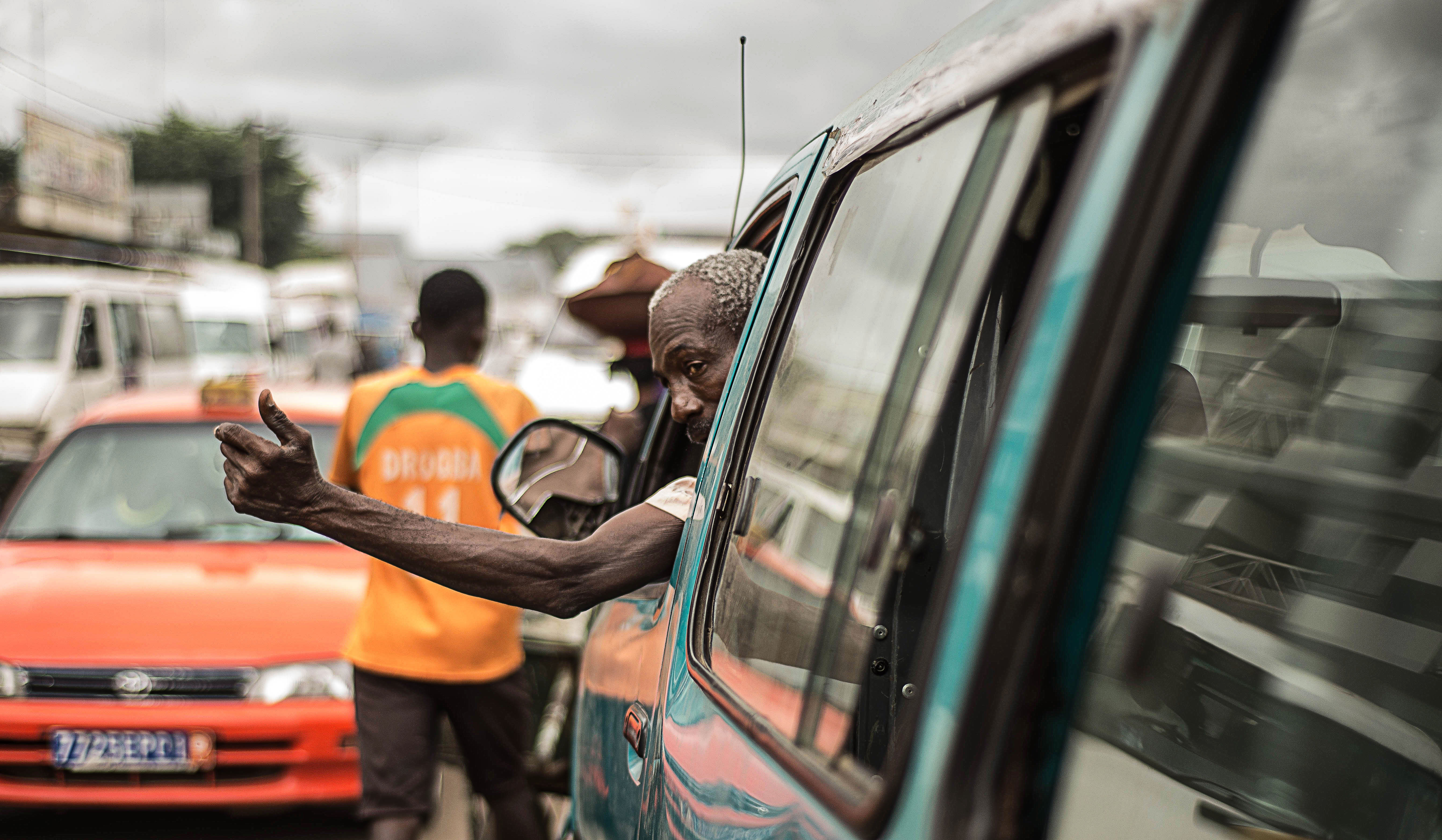
Chauffeur de taxi-bus.

## Transport

### Bus
La commune d'Abobo dispose d'une grande gare routière.
Anciennement située en plein centre de la commune, en face de la mairie d'Abobo, elle a été délocalisée sur la route d'Anyama. Le réalisateur de cet ouvrage est la Société de Gestion des Gares Routières (SOGEGAR), qui en aura à charge la gestion, en collaboration avec la mairie d'Abobo.
La nouvelle gare a été bâtie sur une superficie de quatorze hectares. Le complexe comprend trente-deux hangars de cars, un espace pour les minibus, trois cents boutiques, six restaurants, une boulangerie, une station-service, six blocs sanitaires, un marché de fruits et légumes de 1 062 places, un espace « allocodrome » de 100 places, un quai de déchargement marchandises, un centre de secours et une infirmerie, une mosquée, une paroisse, un parking de débarquement et de stationnement longue durée de 200 véhicules, une station de lavage et entretien auto, trois banques et un système de vidéo surveillance.

### Taxis
Le déplacement dans la commune d'Abobo se fait par le canal des taxis communaux propres à la commune et reconnaissables par leur couleur jaune, ocre et marron.

## Dans la culture populaire
- La commune a inspiré le film le gendarme d'Abobo[22].
- Le port fictif d'Abobo popularisé, dans la série télévision ivoirienne à succès Ma famille, par l'acteur Kouadio, le mari d'Amoin.